# Río Negro (municipalité)
Pour les articles homonymes, voir Río Negro.
Río Negro est l'une des sept municipalités de l'État d'Amazonas au Venezuela. Son chef-lieu est San Carlos de Río Negro. En 2011, la population s'élève à 2 300 habitants.

## Géographie

### Subdivisions
La municipalité est divisée en trois paroisses civiles depuis le 18 décembre 1997 avec chacune à sa tête une capitale (entre parenthèses) :
- Casiquiare (Curimacare) ;
- Cocuy (Santa Lucía) ;
- Solano (Solano).